# Nautilida
Nautilida is een orde van weekdieren uit de klasse van de Cephalopoda (inktvissen).

## Superfamilie en families
- Familie Hercoglossidae Spath, 1927 †
- Familie Nautilidae Blainville, 1825
- Superfamilie Aturioidea Hyatt, 1894 †